# Cantó de Fijac-Est
El cantó de Fijac-Est és un cantó francès del departament de l'Òlt, situat al districte de Fijac. Té 13 municipis i el cap és Fijac.

## Municipis
- Banhac
- Cusac
- Felzins
- Lentilhac Sent Blasi
- Linac
- Lunant
- Montredond
- Prandinhas
- Sent Fèliç
- Sent Joan Mirabèl
- Sant Perdós
- Viasac
- Fijac

## Història
| Data d'elecció                           | Identitat      | Partit | Qualitat |
| ---------------------------------------- | -------------- | ------ | -------- |
| 1946-1973                                | Émile Bouyssou | MRG    |          |
| 1973-1998                                | Robert Bories  | RPR    |          |
| 1998-                                    | Nicole Paulo   | PS     |          |
| les dades anteriors no són pas conegudes |                |        |          |
|                                          |                |        |          |